# We Are X
We Are X es un documental de 2016 sobre el grupo japonés de rock X Japan y sobre la vida de su líder Yoshiki. Dirigido por Stephen Kijak y producido por Passion Pictures, el filme se estrenó en el Festival de Cine de Sundance el 23 de enero de 2016. We Are X explora la historia de la banda, su influencia en la música y la sociedad japonesas, su disolución en 1997 y su reunión en 2007, además de sus intentos de alcanzar el éxito en el extranjero. También relata la dura infancia de Yoshiki tras el suicidio de su padre, su larga amistad con el cantante Toshi, sus constantes problemas de salud y la muerte de dos miembros de la agrupación (el guitarrista Hide y el bajista Taiji).
La película presenta entrevistas a miembros de X Japan (el pianista y baterista Yoshiki, el vocalista Toshi, los guitarristas Pata y Sugizo y el bajista Heath) y a artistas occidentales como Gene Simmons, Marilyn Manson, Wes Borland, Richard Fortus y George Martin. También recoge declaraciones de seguidores famosos de la banda como el historietista Stan Lee y de bandas japoneses influenciadas por X Japan como Mucc, Ladies Room, Luna Sea, Dir En Grey y Glay.
We Are X recibió elogios de algunos críticos por su carácter edificante y por tratar temas difíciles como el papel del dolor en la creación musical, aunque también fue criticada por centrar demasiado su atención en la figura de Yoshiki. La película ganó el galardón al mejor montaje en el Festival de Cine de Sundance y el premio del público a la excelencia en el diseño de títulos en el Festival South by Southwest. Su banda sonora alcanzó la cima de la lista UK Rock & Metal Albums y se convirtió en el primer álbum de X Japan en ingresar en la lista oficial UK Albums Chart.

## Sinopsis

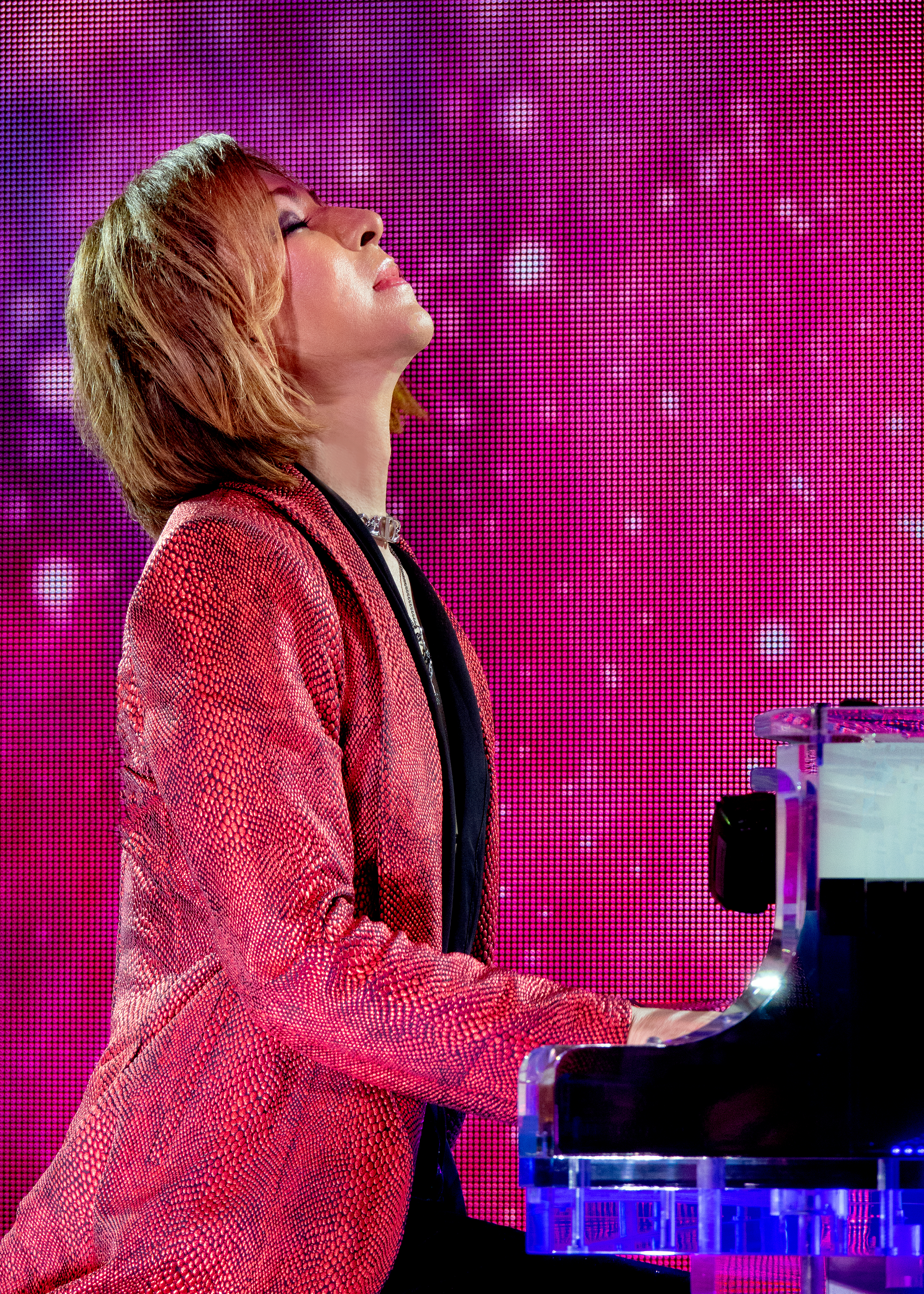
El documental se centra en la historia de Yoshiki, el pianista, baterista, compositor y líder de la banda japonesa de heavy metal X Japan.

El documental narra la historia de X Japan a través de la vida de su líder, el pianista, baterista y compositor Yoshiki, hasta la presentación de la banda en el Madison Square Garden de Nueva York el 11 de octubre de 2014. Revela su larga amistad con el vocalista Toshi, al que conoció cuando tenía cuatro años. Por esa época, Yoshiki solía recibir instrumentos musicales como regalo y aprendió a tocar el piano. Tras afrontar el suicidio de su padre a una temprana edad, empezó a tocar la batería para canalizar musicalmente su frustración. Decidido a iniciar una carrera en el mundo del rock, viajó a Tokio con Toshi para formar el grupo X Japan en 1982, el cual dio lugar al desarrollo del visual kei, un movimiento musical que incluía peinados elaborados y trajes extravagantes. La película detalla los problemas internos de la banda, como el despido del bajista Taiji y los constantes inconvenientes de salud de Yoshiki, como una lesión cervical y un caso crónico de asma.
Toshi se vinculó a una secta llamada «Home of Heart» en 1997, lo que provocó la disolución del grupo ese mismo año. El guitarrista Hide murió cinco meses después a raíz de un supuesto suicidio, aunque el documental presenta testimonios de sus compañeros de banda afirmando que el músico murió accidentalmente mientras realizaba ejercicios de estiramiento bajo los efectos del alcohol. A continuación, el filme describe la carrera de Yoshiki tras la separación de la banda y el homenaje que realizó al Emperador Akihito por el décimo aniversario de su reinado. Relata también la reunión de X Japan en 2007, el suicidio de Taiji en 2011 once meses después de actuar con el grupo por primera vez en dieciocho años y los continuos intentos de la banda por alcanzar el éxito mundial.
La película presenta entrevistas con miembros del grupo, familiares como la madre de Yoshiki, personas que trabajaron estrechamente con la banda y otras figuras del mundo de la música y el espectáculo. Entre ellos figuran Stan Lee, quien diseñó una historieta con Yoshiki titulada Blood Red Dragon, músicos occidentales como Gene Simmons, Wes Borland, Richard Fortus, Marilyn Manson y George Martin, y bandas japonesas que recibieron influencia temprana de X Japan como Mucc, Ladies Room, Luna Sea, Dir En Grey y Glay.

## Producción

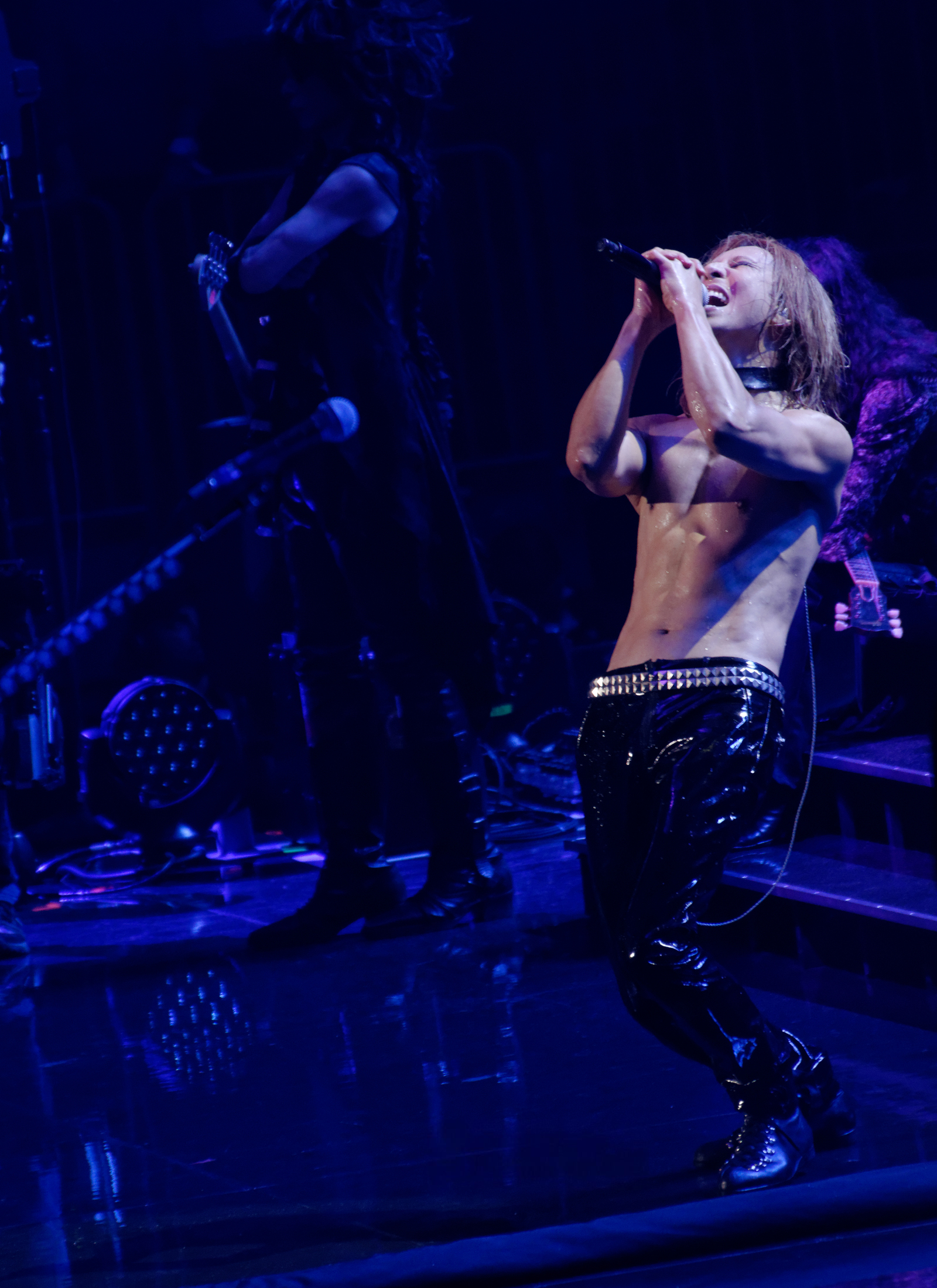
X Japan en vivo en el Madison Square Garden de Nueva York en 2014. Este concierto sirvió como marco para We Are X.

El nombre del documental proviene de la llamada y respuesta de X Japan con su audiencia durante las presentaciones en directo, en la que uno de los miembros de la banda (generalmente Toshi) grita la frase «We Are» y recibe la palabra «X» como respuesta del público.
Marc Geiger, agente de Yoshiki, lo convenció de realizar una película sobre la historia de la banda. Stephen Kijak, quien había dirigido previamente documentales musicales como Stones in Exile y Jaco, confesó que nunca había oído hablar de X Japan antes de recibir la llamada de su productor para realizar el filme; no obstante, el eslogan de la agrupación, «Psychedelic Violence Crime of Visual Shock» (que traduce «Violencia psicodélica, crimen de impacto visual») le causó tal curiosidad que decidió hacer parte del proyecto. Kijak afirmó además que Yoshiki le dio plena libertad creativa durante su desarrollo. We Are X contó con la coproducción de John Battsek de Passion Pictures, reconocido por su trabajo en el laureado documental Un día en septiembre.
A pesar de no haber escuchado heavy metal desde su adolescencia para centrarse en otros géneros como el new wave, a Kijak le atrajo la música de la banda y le sorprendió no haberla escuchado antes. Durante la realización del filme se relacionó con algunos de los miembros de la agrupación y se enteró de que Love Gun de Kiss fue el primer álbum que él, Yoshiki y Toshi habían comprado, descubriendo que tenía gustos en común con varios de los músicos. También tuvo la oportunidad de dialogar con Sugizo acerca del grupo británico de new wave Japan y sobre su bajista Mick Karn, quien era amigo cercano del guitarrista.
La etapa de rodaje inició el 11 de octubre de 2014 durante el concierto de X Japan en el Madison Square Garden de Nueva York. El director dijo que, como Yoshiki llevaba décadas registrando en video momentos de su vida en la banda, el equipo contó con mucho material de archivo para utilizar. Decidió incluir el metraje de David Lynch dirigiendo un videoclip inédito para la canción «Longing» porque Lynch es uno de sus cineastas favoritos.
El director reveló que, al pensar en el uso que Lynch hace de los doppelgängers, recordó una entrevista en la que Yoshiki afirmó tener dos personalidades: su personaje público y un hombre herido por las tragedias de su vida. Kijak aprovechó estas declaraciones y las usó como el subtexto de la película para darle una mayor profundidad. Confesó también que el proceso de montaje representó una dificultad, pues tuvo que equilibrar las historias personales de Yoshiki con el aspecto puramente musical. Después de conocer a fondo a Yoshiki, el director pensó en dejar de dirigir documentales musicales: «Nunca he encontrado a nadie como él en la música ni en la vida. Puede que tenga que dejar las películas musicales después de ésta. La historia es tan irreal que no sé a dónde podría ir después de esto». En una entrevista con The Hollywood Reporter, comparó al líder de X Japan con referentes occidentales como Prince y David Bowie: «Tienes la sensación de que él es uno de esos tipos. Es uno de los últimos de una gran raza que todavía camina por la tierra».
El portal Loudwire anunció el lanzamiento del documental el 5 de julio de 2015; el medio reveló además que la banda estaba preparando un nuevo álbum de estudio que sería lanzado al mercado en marzo de 2016 paralelo al estreno del filme. Sin embargo, la agrupación publicó en noviembre de 2015 el tema «Born to Be Free» (usado en los créditos finales) y no estrenó ninguna nueva música hasta 2023, cuando lanzó la canción «Angel».

### Diseño de los títulos
La secuencia de títulos del documental, diseñada por Allison y Anthony Brownmoore del estudio de producción Blue Spill, ganó el premio del público a la excelencia en el diseño de títulos en el Festival South by Southwest. De acuerdo con Allison, el requisito de Kijak en relación con las secuencias introductorias era que estas «hicieran saltar a la gente de sus asientos». Según Anthony, el proyecto supuso todo un reto, ya que de por sí la banda tenía una imagen muy fuerte y debían «intentar ser creativos con algo que ya era muy loco y muy creativo».
Trabajaron en el diseño de los títulos introductorios durante meses, sincronizándolos con la canción «Jade» para que las imágenes palpitaran al ritmo de la batería de Yoshiki. Para crear las secuencias en segundo plano tomaron inspiración del eslogan «Psychedelic Violence Crime of Visual Shock» y utilizaron fotos antiguas de los músicos, combinándolas con fondos en movimiento. Por ejemplo, filmaron pintura fluorescente flotante en una pecera con una cámara GoPro y rodaron en el fregadero de su cocina con agua del grifo la escena en la que Toshi parece estar encima de una cascada; también viajaron a Grecia para obtener el efecto de la cámara que sale del agua para mostrar la cascada. El equipo de producción utilizó los programas de edición After Effects de Adobe y Smoke de Autodesk.

## Estreno y promoción

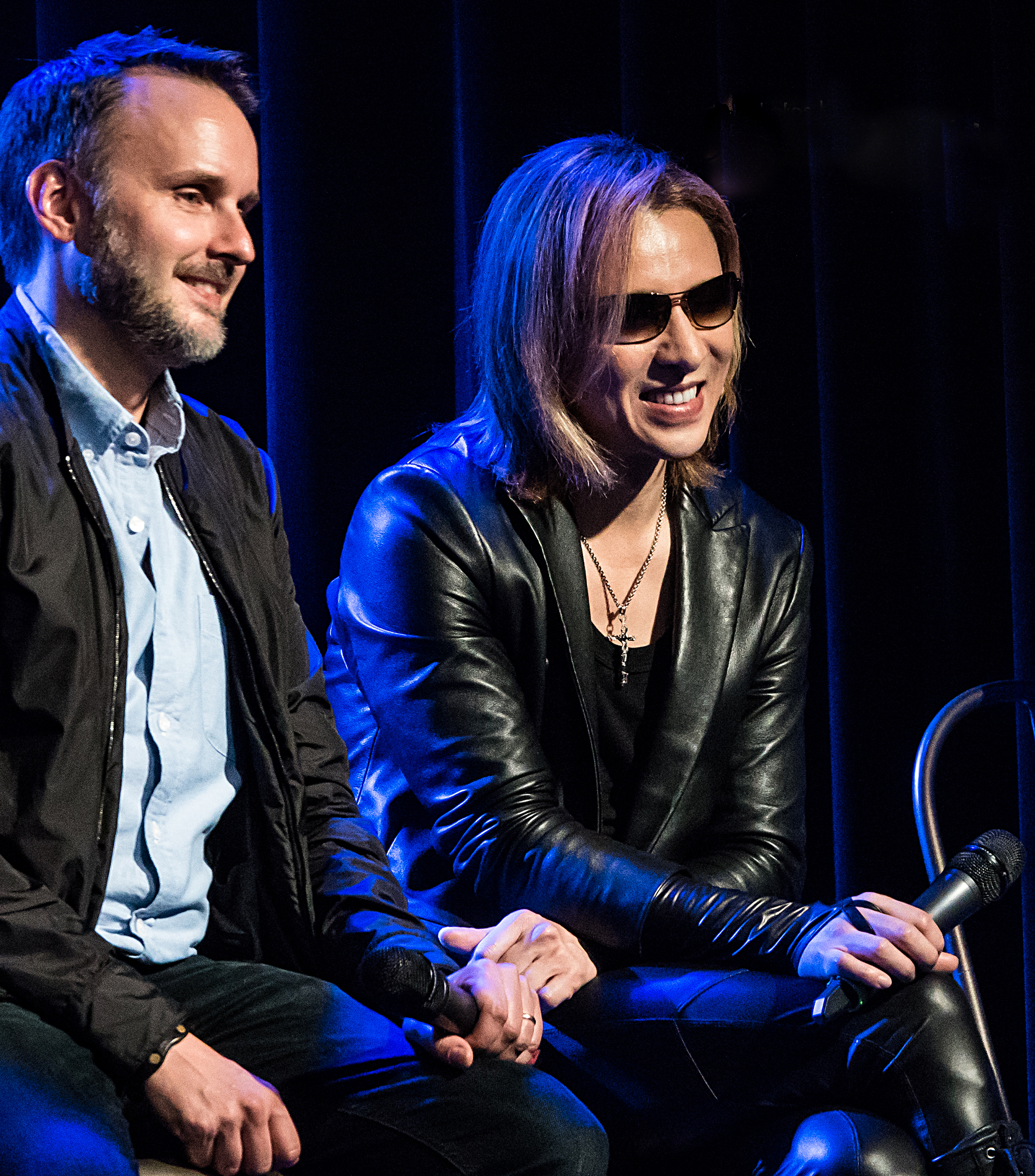
El director Stephen Kijak y el músico Yoshiki durante una sesión de promoción del filme en octubre de 2016.

We Are X tuvo su estreno oficial en el Prospector Square Theatre de Park City (Utah) el 23 de enero de 2016 en el marco del Festival de Cine de Sundance. Yoshiki y el equipo de producción asistieron a la alfombra roja del evento y celebraron una sesión de preguntas y respuestas tras la proyección. El documental se exhibió en varias salas de la ciudad esa misma semana e integró el catálogo del festival South by Southwest de Austin (Texas). El Nuart Theatre de Los Ángeles lo presentó el 21 de octubre de 2016 en un evento que contó con la asistencia de Yoshiki y Kijak. La compañía Drafthouse Films obtuvo la licencia para la distribución en territorio estadounidense, donde recaudó 45 270 dólares en términos de taquilla. A nivel internacional percibió 3 087 216 dólares.
El estreno mundial estaba previsto para el 12 de marzo de 2016 en el Wembley Arena de Londres con una actuación en vivo de X Japan. Sin embargo, el guitarrista Pata sufrió una diverticulitis potencialmente mortal y un grave coágulo de sangre en la vena porta, por lo que el concierto debió posponerse casi un año; finalmente tuvo lugar el 4 de marzo de 2017. En su lugar, la película debutó en el Reino Unido el 28 de febrero de 2017 en los cines Picturehouse de Londres, antes de exhibirse en salas de todo el país el 2 de marzo. El documental se proyectó posteriormente en el concierto aplazado del Wembley Arena del 4 de marzo.
Yoshiki realizó una gira por Europa en octubre de 2017 para promocionar los estrenos en salas de diferentes países. Los eventos incluyeron proyecciones y sesiones de preguntas con los aficionados y la prensa. El Grammy Museum de Los Ángeles exhibió el filme el 18 de abril de 2018 y presentó una conversación íntima con Yoshiki, moderada por Lyndsey Parker de Yahoo! Entertainment.
El 2 de julio de 2017 debutó en las plataformas de streaming al ser incluido en el catálogo de Hulu para los Estados Unidos. Amazon Prime Video lo agregó a su catálogo para el país norteamericano en febrero de 2022. El documental también ha hecho parte de la programación de otros proveedores de vídeo como YouTube TV, Vudu y Google Play.

## Recepción
En el portal Rotten Tomatoes, We Are X registra un 83 % de aprobación con una puntuación media de 6,4 sobre 10, basada en 29 reseñas. El consenso del sitio indica que el documental «tiene la fuerza suficiente para convertirte en fanático de una de las bandas más fascinantes de Japón». En Metacritic tiene una puntuación de 64 sobre 100 a partir de 10 reseñas.
Los comentarios positivos mencionan su carácter edificante. Paula Mejía de Newsweek afirmó que el filme «nos obliga a lidiar con cuestiones difíciles sobre el propósito, el papel inevitable del dolor en el arte y cómo la música actúa como una fuerza de salvación, tanto para los aficionados como para los músicos que dan vida a estas canciones». Andy Webster de The New York Times lo describió como «un documental fascinante y seguro de sí mismo» y criticó que haya recibido una clasificación R sin sentido, mientras que Glenn Kenny de RogerEbert.com destacó que, aunque la película «no te va a hacer necesariamente llenar los huecos en tu discografía de X Japan, hay algo inspirador en su creencia en la música».
Algunos críticos reprobaron el énfasis que hace en la figura de Yoshiki. John DeFore de The Hollywood Reporter dijo que, aunque el filme relata los acontecimientos del fallecimiento de dos miembros de X Japan y el «lavado de cerebro» de Toshi en la secta «Home of Heart», dedica más tiempo a seguir a Yoshiki en las notas de prensa y durante los preparativos para el concierto en el Madison Square Garden. Josiah Hughes de Exclaim! hizo comentarios similares y señaló errores tipográficos en los subtítulos en inglés, aunque concluyó que se trata de pequeños yerros en un documental «sobresaliente».
La película recibió tres estrellas de cinco posibles en la reseña de The Guardian, en la que es definida por Andrew Pulver como «un estudio interesante y digno de ver, aunque un poco reverencial, sobre la banda de soft rock X Japan». Tom Huddlestone de la revista Time Out le otorgó la misma puntuación y lo calificó como «un biopic del grupo de rock de estadio X Japan con algunas anécdotas disparatadas y muchas poses tontas» y como «una película para los fans ligeramente agradable pero bastante pomposa». Simon Abrams de The Village Voice fue más crítico al definirlo como «un manual enloquecedoramente vago [...] Todos los frustrados intentos del director Stephen Kijak por meterse en la cabeza de Yoshiki dejan poco tiempo a los espectadores para escuchar cómo suena realmente la música de X Japan».

## Premios y reconocimientos

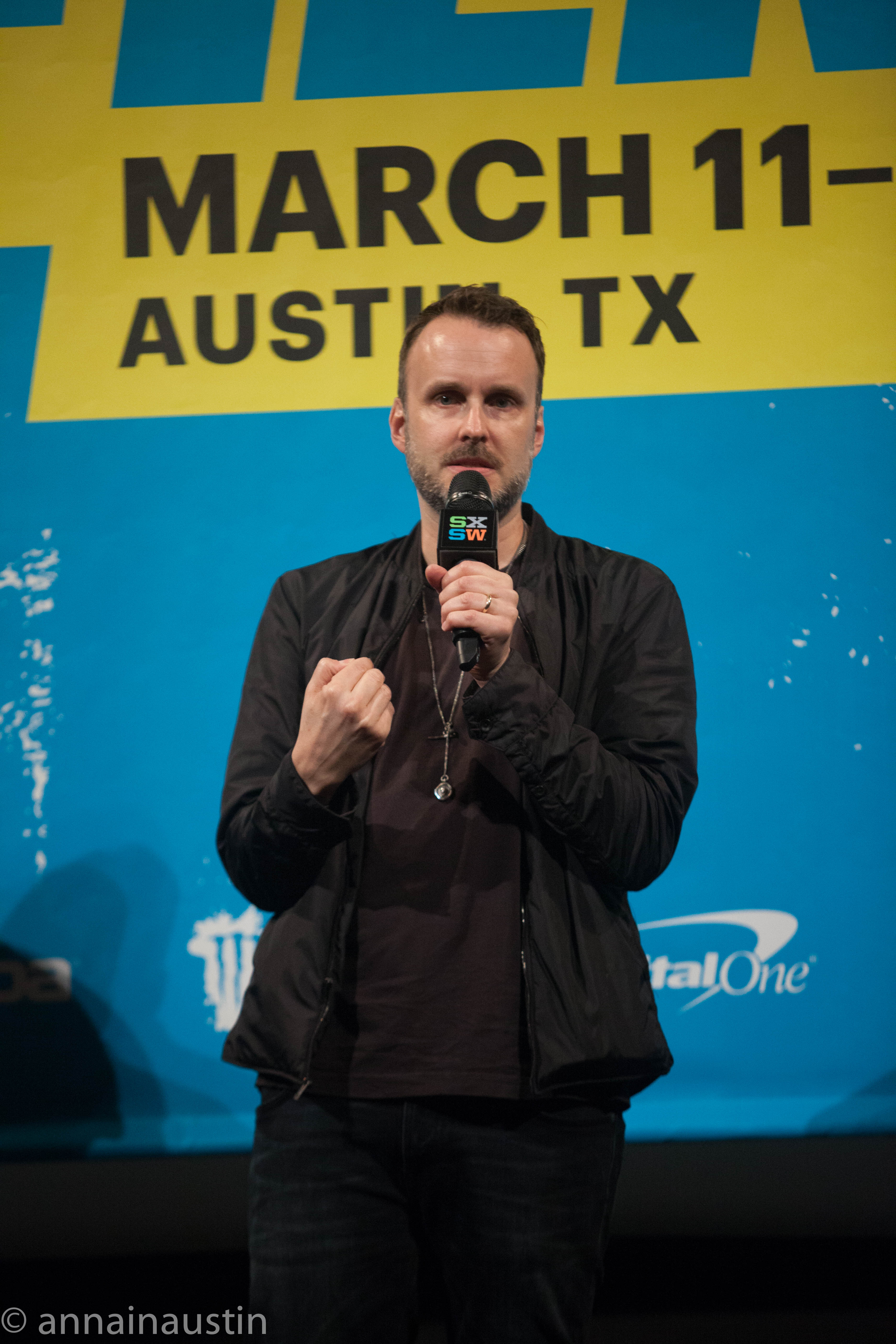
Kijak en el Festival South by Southwest de 2016, en el que la película ganó el premio del público a la excelencia en el diseño de títulos.

We Are X participó en el certamen World Cinema Documentary del Festival de Cine de Sundance de 2016, donde obtuvo el galardón especial del jurado al mejor montaje. También ganó el premio del público a la excelencia en el diseño de títulos en el Festival South by Southwest y recibió una nominación como mejor documental en el Festival Internacional de Cine de Shanghái, ambos en 2016. El mismo año logró una nominación para el premio inaugural al mejor documental musical en la vigesimosegunda edición de los Critics' Choice Awards. El 13 de diciembre la Academia de Artes y Ciencias Cinematográficas anunció que «La Venus», tema compuesto exclusivamente para la película, había ingresado en la lista de las 91 canciones candidatas en la categoría de mejor canción original en la octogésima novena ceremonia de los Premios Óscar. Yahoo! Music la incluyó en la cuarta posición de su lista de los diez mejores documentales musicales de 2016.
La edición de enero de 2018 de la revista británica Neo nombró a We Are X como la «mejor película asiática» en su premiación anual; ese mismo año ganó el premio a la «mejor película musical» en los Space Shower Music Awards en Japón. Tras estrenarse en el Reino Unido, We Are X alcanzó el segundo puesto en la lista Music Video de Official Charts Company, y su versión Blu-Ray Steelbook alcanzó la casilla número 50 en la lista Blu-Ray en la primera semana de su lanzamiento.

## Formato doméstico
Magnolia Home Entertainment adquirió los derechos de vídeo doméstico de la película y la comercializó en los formatos Blu-ray, DVD y Digital HD en Estados Unidos el 25 de abril de 2017. En el Reino Unido, Manga Entertainment la publicó el 22 de mayo de 2017 en formato de DVD y en una edición especial en Blu-Ray Steelbook con una portada creada por la historietista Becky Cloonan. Este lanzamiento incluyó un libreto de ocho páginas, escenas eliminadas como una entrevista a Yuko Yamaguchi (creadora de una muñeca Hello Kitty en honor a Yoshiki), imágenes del músico visitando la Hello Kitty Con, la Cumbre de la Nueva Economía y su ciudad natal de Tateyama (Chiba), entrevistas ampliadas con los actuales miembros de X Japan, videos de las canciones «Kurenai» y «Forever Love» extraídos del concierto The Last Live Video y un fan clip de la canción «Born to Be Free».
En su reseña de la versión de Magnolia Home Entertainment para el portal DVD Talk, Francis Rizzo III afirmó que la calidad de la edición es mixta, aunque añadió que «los niveles de negro son sólidos y no hay problemas de distracciones digitales (aparte de las inherentes a las imágenes de archivo)» y elogió la pista 5.1 DTS-HD Master Audio utilizada.

## Banda sonora
La banda sonora oficial de We Are X fue publicada el 3 de marzo de 2017 por Sony Music's Legacy Recordings. Alcanzó la cuarta posición en la Oricon Albums Chart japonesa, y a nivel internacional logró encabezar la UK Rock & Metal Albums Chart, aparecer en la tercera casilla en la UK Soundtrack Albums Chart y figurar en la vigésimo séptima posición de la UK Albums Chart principal, lo que supuso la primera aparición de X Japan en dicha clasificación.
El portal Japako Music le otorgó una calificación de 4 sobre 5 estrellas al álbum y afirmó: «En general, esta banda sonora tiene un sonido muy característico que podrá disfrutar cualquiera que ame la música rock o heavy metal. Para cualquiera que esté interesado en la música japonesa y en las tendencias musicales, es una banda sonora importante y que, al haber alcanzado el cuarto puesto en la Oricon Albums Chart y el primero en la UK Rock & Metal Albums Chart, tendrá un efecto duradero en el rock y el metal japoneses».